# Gallegos de Hornija
Gallegos de Hornija ist ein Ort und eine nordwestspanische Gemeinde (municipio) mit 109 Einwohnern (Stand: 2024) im Westen der Provinz Valladolid in der Autonomen Region Kastilien-León.

## Lage und Klima
Der ca. 715 m hoch gelegene Ort Gallegos de Hornija liegt am Río Hornija, einem Nebenfluss des Duero, in der Iberischen Meseta ca. 38 km (Fahrtstrecke) westlich von Valladolid. Das Klima im Winter ist kalt, im Sommer dagegen warm bis heiß; der spärliche Regen (ca. 425 mm/Jahr) fällt verteilt übers ganze Jahr.

## Bevölkerungsentwicklung
| Jahr      | 1857 | 1900 | 1950 | 2000 | 2019 |
| Einwohner | 231  | 215  | 326  | 148  | 122  |

Der deutliche Bevölkerungsrückgang seit den 1950er Jahren ist im Wesentlichen auf die Mechanisierung der Landwirtschaft und die Aufgabe von bäuerlichen Kleinbetrieben zurückzuführen (Landflucht).

## Wirtschaft
Die Einwohner der Gemeinde lebten jahrhundertelang hauptsächlich als Selbstversorger von der Landwirtschaft, zu der auch ein wenig Viehzucht (Schafe, Ziegen, Hühner) und in geringem Umfang auch der Weinbau gehörte. Erwirtschaftete Überschüsse konnten bei fahrenden Händlern getauscht oder auf den Märkten von Valladolid verkauft werden.

## Geschichte
Römische, westgotische und sogar maurische Funde fehlen. Schon im 9. Jahrhundert eroberten asturisch-leonesische Heere die Gebiete nördlich des Duero zurück (reconquista), die anschließend – zumindest in Teilen von Zuwanderern aus Galicien (gallegos) – wiederbesiedelt (repoblación) wurden.

## Sehenswürdigkeiten
- Die unvollendet gebliebene Iglesia de San Martín stammt aus dem 16. Jahrhundert. Der hoch aufragende barocke Glockengiebel (espandaña) ist eine Hinzufügung des 18. Jahrhunderts. Im Innern befinden sich mehrere Renaissance- und Barockaltäre.[5]
- Eine einbogige Steinbrücke (Puente Herreriano) aus dem 16. oder 17. Jahrhundert überquert den Río Hornija.

Umgebung
- Die ca. 1,5 km südlich des Ortes gelegene Ermita de Nuestra Señora del Villar ist ein unscheinbarer Bau in ländlicher Umgebung.